# Rollei

Rollei-beeldmerk

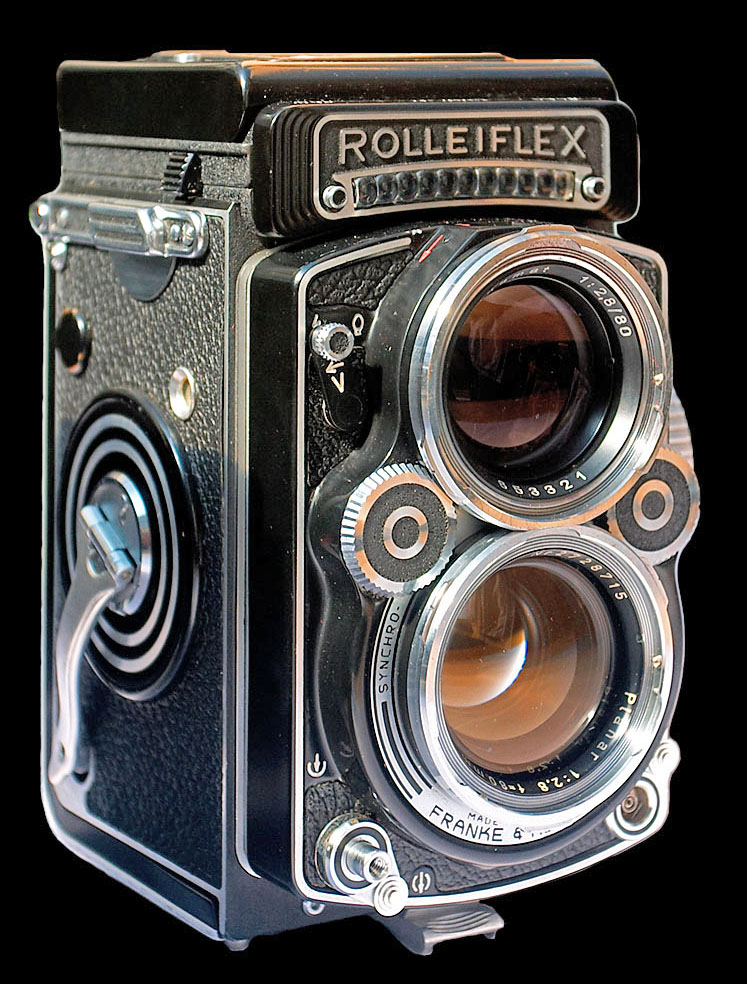
Rolleiflex-reflexcamera

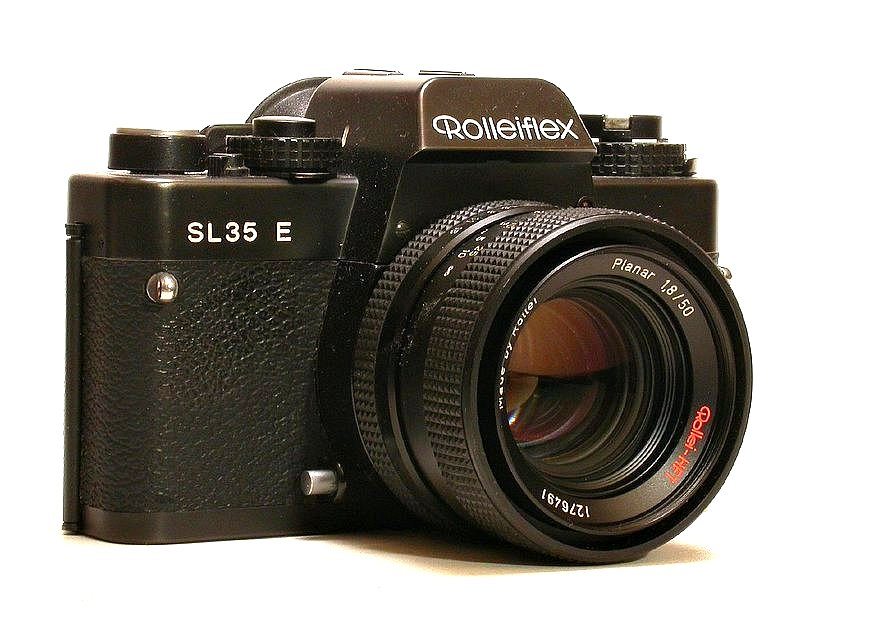
Rollei SL35 E

Rollei is een Duitse fabrikant van fotocamera's die zich heeft toegelegd op hoogwaardige fotografische apparatuur. Het bedrijf maakt ook digitale compactcamera's en andere multimedia-apparatuur.
Het huidige Rollei komt voort uit het in 1920 door fotohandelaar Paul Franke (1888-1950) en instrumentmaker Reinhold Heidecke (1881-1960) opgerichte bedrijf Werkstatt für Feinmechanik und Optik, Franke & Heidecke.
Rollei is bekend geworden met tweeogige spiegelreflexcamera's, de Rolleiflex-serie, die in de jaren 50 en 60 zeer populair was. Het bedrijf maakte voornamelijk middenformaatcamera's (6×6), hoewel er ook enkele bekende kleinbeeldcamera's gemaakt werden, zoals de Rollei 35. Een ander product van het bedrijf was een zwart-witfilm waarvan de gevoeligheid niet van tevoren vastligt, maar bepaald kan worden bij het ontwikkelen van de film.